# Nà Bủng
Nà Bủng là xã thuộc huyện Nậm Pồ, tỉnh Điện Biên, Việt Nam.

## Địa lý
Xã Nà Bủng nằm ở phía tây nam huyện Nậm Pồ, có vị trí địa lý:
- Phía đông giáp xã Vàng Đán
- Phía tây và phía nam giáp Lào
- Phía bắc giáp xã Nậm Chua và xã Nậm Nhừ.

Xã Nà Bủng có diện tích 79,97 km², dân số năm 2022 là 5.581 người, mật độ dân số đạt 69 người/km².

## Hành chính
Xã Nà Bủng được chia thành 9 bản: Nà Bủng 1, Nà Bủng 2, Nà Bủng 3, Nậm Tắt 1, Nậm Tắt 2, Ngài Thầu 1, Ngài Thầu 2, Pá Kha, Trên Nương.

## Lịch sử
Ngày 21 tháng 3 năm 2006, Chính phủ ban hành Nghị định số 27/2006/NĐ-CP về việc thành lập xã Nà Bủng trên cơ sở 16.402,78 ha diện tích tự nhiên và 5.072 nhân khẩu của xã Nà Hỳ.
Ngày 25 tháng 8 năm 2012, Chính phủ ban hành Nghị quyết số 45/NQ-CP về việc:
- Thành lập xã Vàng Đán trên cơ sở điều chỉnh 8.462,59 ha diện tích tự nhiên và 2.963 nhân khẩu của xã Nà Bủng.
- Chuyển xã Nà Bủng thuộc huyện Mường Nhé về huyện Nậm Pồ mới thành lập quản lý.

Sau khi điều chỉnh địa giới hành chính, xã Nà Bủng còn lại 7.800,12 ha diện tích tự nhiên và 4.074 nhân khẩu.